# 山崎治正
山崎 治正（やまざき はるまさ）は、江戸時代後期の交代寄合表向御礼衆（備中国成羽領11代領主）及び外様大名。後期備中国成羽藩の初代藩主。

## 略歴
文政4年（1821年）10月1日、交代寄合表向御礼衆大和国田原本領主・平野長興の次男として江戸で生まれる。母は交代寄合表向御礼衆備中国成羽領8代領主・山崎義徳の娘。正室は出羽国米沢藩の第11代藩主・上杉斉定の娘（但しのちに離縁）。継室は肥後国宇土藩の第9代藩主・細川行芬の娘。この細川家との縁組により、肥後国宇土藩10代藩主細川立則、丹波国柏原藩8代藩主織田信敬、肥後国宇土藩11代藩主細川行真、旧豊前小倉新田（千束）藩主家当主小笠原寿長、旧美濃高富藩主家当主本庄寿巨、常陸国谷田部藩9代藩主細川興貫、陸奥国福島藩12代藩主板倉勝達らと義兄弟の関係となった。
文政10年（1828年）、叔父で備中国成羽領の第10代領主・山崎義柄の死去に伴い、第11代領主・山崎義厚と改名し成羽領5,000石の家督を相続した。天保6年（1835年）3月15日、家督相続後初めて11代将軍・徳川家斉に拝謁した。翌天保7年（1836年）12月27日、幕府より徳川将軍家の別邸浜御殿（現在の浜離宮庭園）の大手門番を命じられる。天保8年（1837年）6月18日、初めてお国入りする許可を得たことにより浜御殿大手門番を辞任している。慶応元年（1865年）2月、農兵隊などを結成し、領内の治安維持を図った。
明治元年（1868年）閏4月、飛領浅口郡連島の新田開発により所領が12,746石に増加している旨を新政府に申し立てた。結果、同年6月20日に明治新政府はこの申し立てを認め、成羽藩の立藩を許可する（維新立藩）。義厚は大名に昇格すると同時に、名を治正と改めている。翌明治2年（1869年）正月晦日に隠居し申し出て許されたため、家督である成羽藩12,746石は長男治祇に譲った。隠居後は竹翁と称した。明治9年（1876年）3月6日、死去。享年56。

## 系譜
- 実父：平野長興（交代寄合表向御礼衆大和国田原本領主）
- 実母：交代寄合表向御礼衆備中国成羽領8代領主山崎義徳の娘
- 養父：山崎義柄（備中国成羽領10代領主）
- 養母：備中国鴨方藩6代藩主池田政養の娘
- 正室：出羽国米沢藩11代藩主上杉斉定の娘　ーのち離縁
- 継室：肥後国宇土藩9代藩主細川行芬の娘
  - 長男：山崎治祇（1855-1909）ー後期備中国成羽藩2代藩主
  - 三男：山崎治敏（1858-1939）ー後期備中国成羽藩3代藩主
  - 四男：山崎治輯
  - 五男：山崎敬四郎
- 生母不明の子女
  - 長女：徳子（大和国田原本藩主平野長裕正室）
  - 次男：丹波国柏原藩10代藩主織田信親（1851-1927）ー丹波国柏原藩9代藩主織田信民の養子
  - 六男：京極寿吉（山崎治礼）ー讃岐多度津藩6代藩主京極高典の養子。のち離縁し実家へ戻る。